# バリーモア伯爵
バリーモア伯爵（バリーモアはくしゃく、英: Earl of Barrymore）は、アイルランド貴族の爵位。1628年に創設され、1823年に廃絶した。従属爵位の爵位名に表記ゆれが多く、本稿ではバリー男爵とバッティーヴァント子爵に統一している。20世紀初に創設され、1代で廃絶したバリーモア男爵位についても述べる。

## 歴史
コーク県出身で裁判官のデイヴィッド・ド・バリー(?–1278)は1261年ごろにバリー男爵（Lord BarryまたはBarrymoreまたはButtevant）としての地位を得た。しかし『完全貴族要覧』第2版（1910年）によれば、この時代の爵位創設は不明な点が多く、確かなのは1489年に国王ヘンリー7世により承認された爵位であることと、1489年、1490年、1541年、1560年、1585年の5度にわたってアイルランド貴族における首席男爵（premier Barony）として認められたことである。
デイヴィッド・ド・バリーから8世代後の14代男爵ジョン・フィッツジョン・バリー(1517/1518–1553)は1541年6月にアイルランド貴族院に登院したとき、首席子爵たる「バリー子爵」（Vic. Barry）を名乗ったが、『完全貴族要覧』によれば子爵位創設の記録はなく、14代男爵が勝手に名乗っただけだという。その弟の2代子爵エドモンド・バリー(aft.1518–c.1556)は1553年11月の覚書で「バリーモア卿エドモンド」（Edmond Lord Barrymor）と名乗っており、爵位名にも表記ゆれが見られた。
3代男爵デイヴィッド・バリー(?–c.1290)の来孫ジェームズ・バリーの庶子リチャード・バリーの長男ジェームズ・フィッツリチャード・バリー(?–1581)は3代子爵ジェームズ・フィッツジョン・バリー(bef.1534–1558)が息子をもうけないまま死去した後、1561年に正当な継承者エドモンド・バリーから3代子爵の遺産相続権を譲られ、同年にはエリザベス1世より「バリーモア子爵ジェームズ・バリー」として承認された。しかしジェームズの長男リチャード・バリー(?–1622)はろう者であり、爵位継承から外されてその弟デイヴィッド・バリー(?–1617)が爵位を継承し、1585年に「バッティーヴァントまたはバリー子爵」（Viscount of Barry, alias Buttevant）、1613年に「バッティーヴァントのバリー子爵」（Viscount Barry of Buttevant）とされた。5代子爵はアイルランド九年戦争における反乱軍に「バリー子爵」として参戦したが、1599年ごろにエリザベス1世支持に転じ、1602年に「バッティーヴァント子爵」として恩赦された。以降子爵位の名前は「バッティーヴァント子爵」で定着した。
5代子爵の孫にあたる6代子爵デイヴィッド・バリー(1605–1642)はアングロ・アイリッシュのアイルランドにおける利益を守り、1628年2月28日にアイルランド貴族であるコーク県におけるバリーモア伯爵に叙された。3代伯爵ローレンス・バリー(?–1699)は1689年にジェームズ2世が招集したアイルランド議会により私権剥奪されたが、すぐに取り消された。4代伯爵ジェームズ・バリー(1667–1748)はスペイン継承戦争に参戦した陸軍軍人であり、グレートブリテン庶民院議員を務めた。その曽孫である8代伯爵ヘンリー・バリー(1770–1823)が嫡子をもうけないまま死去すると、爵位はすべて廃絶したものとして扱われた。4代子爵の末裔でバッティーヴァント子爵位の継承者を名乗るジェームズ・レッドモンド・バリーは1825年にアイルランド貴族代表議員選挙の投票権を主張したが、認められなかった。
4代伯爵の孫ジェームズ・ヒュー・スミス・バリーの庶子ジョン・スミス・バリー(?–1837)の孫で保守党の政治家であるアーサー・ヒュー・スミス・バリー(1843–1925)は1902年に連合王国貴族であるコーク県バリーモアにおけるバリーモア男爵（Baron Barrymore, of Barrymore, co. Cork）に叙されたが、息子が夭折したため、1925年に死去すると爵位は廃絶した。

## バリー男爵（1261年ごろ）
- 初代バリー男爵デイヴィッド・ド・バリー（1278年没）
- 第2代バリー男爵ジョン・バリー（生没年不詳）
- 第3代バリー男爵デイヴィッド・フィッツデイヴィッド・バリー（1290年ごろ没）
- 第4代バリー男爵ジョン・バリー（1330年ごろ没）
- 第5代バリー男爵デイヴィッド・バリー（1347年没）
- 第6代バリー男爵デイヴィッド・バリー（1392年没）
- 第7代バリー男爵ジョン・バリー（1420年ごろ没）
- 第8代バリー男爵ウィリアム・バリー（1480年ごろ没）
- 第9代バリー男爵ジョン・バリー（1486年没）
- 第10代バリー男爵トマス・バリー（1488年ごろ没）
- 第11代バリー男爵ウィリアム・バリー（1500年没）
- 第12代バリー男爵ジョン・バリー（1530年ごろ没）
- 第13代バリー男爵ジョン・フィッツジョン・バリー（1534年ごろ没）
- 第14代バリー男爵ジョン・フィッツジョン・バリー（1517年/1518年 – 1553年）
  - 1541年よりバリー子爵（17世紀初より「バッティーヴァント子爵」として定着）を名乗る

## バッティーヴァント子爵（1541年）
- 初代バッティーヴァント子爵ジョン・フィッツジョン・バリー（1517年/1518年 – 1553年）
- 第2代バッティーヴァント子爵エドモンド・バリー（1556年ごろ没）
- 第3代バッティーヴァント子爵ジェームズ・フィッツジョン・バリー（1558年没）
- 第4代バッティーヴァント子爵ジェームズ・フィッツリチャード・バリー（英語版）（1581年没）
  - リチャード・バリー閣下（1622年没）
- 第5代バッティーヴァント子爵デイヴィッド・バリー（英語版）（1617年没）
- 第6代バッティーヴァント子爵デイヴィッド・バリー（英語版）（1605年 – 1642年）
  - 1628年、バリーモア伯爵に叙爵

## バリーモア伯爵（1628年）
- 初代バリーモア伯爵デイヴィッド・バリー（英語版）（1605年 – 1642年）
- 第2代バリーモア伯爵リチャード・バリー（英語版）（1630年 – 1694年）
- 第3代バリーモア伯爵ローレンス・バリー（1699年没）
- 第4代バリーモア伯爵ジェームズ・バリー（1667年 – 1748年）
  - バッティヴァント卿（1707年没）
- 第5代バリーモア伯爵ジェームズ・バリー（1717年 – 1751年）
- 第6代バリーモア伯爵リチャード・バリー（1745年 – 1773年）
- 第7代バリーモア伯爵リチャード・バリー（英語版）（1769年 – 1793年）
- 第8代バリーモア伯爵ローレンス・バリー（1770年 – 1823年）

## バリーモア男爵（1902年）
- 初代バリーモア男爵アーサー・ヒュー・スミス・バリー（英語版）（1843年 – 1925年）